# Leo Higuita
Leonardo de Melo Vieira Leite (nascido em 6 de junho de 1986), e comumente conhecido como Leo Higuita, é um jogador de futsal brasileiro do Cazaquistão que joga como goleiro do AFC Kairat e da Seleção Nacional de Futsal do Cazaquistão.
Nascido no bairro da Tijuca, Leo ganhou o apelido Higuita na infância, no Social Ramos Clube, pela habilidade de jogar com os pés, como o goleiro colombiano René Higuita. Dali, passou para a base do Flamengo, mas iniciou a carreira no Cabo Frio, onde ficou até 2009. Passou, depois, pelo Tulpar, no Cazaquistão, e pelo Belenenses, de Portugal, até chegar no Kairat. Após a Copa do Mundo de Futsal, irá para o também cazaque Semey.
Higuita começou sua carreira profissional no Brasil, onde foi reconhecido como um jogador talentoso e criativo. Em 2013, ele obteve a cidadania cazaque e se juntou ao AFC Kairat. Seu estilo de jogo corajoso como goleiro, especialmente no jogo 5 contra 4 (conhecido como "goleiro voador"), trouxe uma nova dinâmica para o papel de goleiro no futsal. Essa abordagem é considerada uma verdadeira revolução no jogo.
Com Higuita no time, o AFC Kairat conquistou duas vezes a Taça UEFA de Futsal. Seu contrato com o time de futsal Kairat também foi prorrogado até 2024. Após viver no Cazaquistão por 5 anos, ele decidiu obter a cidadania do país. Além do Cazaquistão, ele também recebeu convites para a seleção brasileira.
A seleção do Cazaquistão conquistou a medalha de bronze no Campeonato Europeu de 2016, realizado na Sérvia. Durante as eliminatórias da Euro 2016, o Cazaquistão venceu Portugal, alcançando um marco importante na história do futsal do país. Após 13 anos jogando pelo Kairat, Higuita se transferiu para o clube de futsal Semey em 2023. Neste clube, ele tem grandes objetivos, incluindo levar a equipe às semifinais da Liga dos Campeões da UEFA. Uma das principais razões para sua transferência foi a oportunidade de jogar com seu amigo de longa data e famoso jogador de futsal Ferrão.

## Honras
- Liga dos Campeões de Futsal da UEFA: 2012-13
- Liga dos Campeões de Futsal da UEFA: 2014-15
- Liga dos Campeões de Futsal da UEFA: 2018-19
- 5 vezes melhor goleiro do mundo: 2015, 2016, 2018, 2019 e 2020.[3]